# Sarah Gorelick
Sarah Ratley, née Gorelick le 30 août 1933 au Kansas et morte le 17 mars 2020, est une pilote américaine et l'une des femmes du groupe d'astronautes Mercury 13.

## Biographie
Sarah Gorelick naît le 30 août 1933 au Kansas. Elle apprend à voler en 1949, participe au Powder Puff Derby et part en tournée avec les Ninety-Nines. Elle est diplômée de l'université de Denver avec un baccalauréat ès sciences en mathématiques, mineure en physique, chimie et aéronautique, puis a travaillé comme ingénieur chez AT&T,.
Lors d'une tournée en Europe, elle a entendu parler d'un programme de recherche spatiale qui a produit Mercury 13 et a été invitée à y participer à son retour. Elle a subi des tests invasifs, y compris la congélation de l'oreille interne avec de l'eau glacée pour provoquer des vertiges. Elle a dit de l'expérience : « Les tests ne m'ont pas dérangé du tout [...] Quand tu es jeune, tu peux tout prendre. Ma décision était prise : j'allais passer. ».
Après Mercury 13, Gorelick est devenu comptable à l'Internal Revenue Service et a reçu en 2007 un doctorat honorifique en sciences de l'université du Wisconsin.
Gorelick est morte le 17 mars 2020.